# Nation
En nation er en gruppe mennesker, der knyttes sammen af en fælles identitet, typisk i form af fælles historie, sprog og religion. Ofte, men ikke altid råder en nation over sit eget selvstændige landområde. I denne betydning er det synonymt med folkeslag og folk.
Som en sekundær betydning bruges ordet undertiden også som synonym for land eller stat, dvs. om et landområde, der udgør en selvstændig politisk enhed i forhold til andre lande. Det er f.eks. denne betydning, der tænkes på i navnet Forenede Nationer, der reelt betyder "Forenede Stater".
Allerede i oldtiden fandtes der grupper, der identificerede sig som afgrænsede folk i forhold til naboerne på grund af religion eller sprog. Nationer i moderne forstand opfattes dog ofte som et fænomen, der især voksede frem i 1800-tallet i kølvandet på den franske revolution. Efter 2. verdenskrig førte afkoloniseringen til en ny bølge af nationsdannelser.

## Etymologi
Ordet nation kommer fra latin: natio (genitiv -onis), der på dansk betyder "fødsel" eller "folkestamme", og er afledt af natus "født".) Ordet har haft skiftende betydninger gennem historien. Ved middelalderens universiteter, først ved universitetet i Paris, blev ordet natio brugt til at betegne en gruppe af studerende, der kom fra en bestemt region (pays), talte samme sprog og forventede at blive behandlet ifølge deres lokale lovregler. Denne tradition for "studenternationer" bredte sig til mange lande, og har i lande som Sverige og Finland holdt sig helt op til vor tid som en ramme til at organisere det sociale liv på universiteterne. En tilsvarende tradition fandtes hos Johanniterordenen på Rhodos.

## Historie
Nationer i moderne forstand anses ofte for at være opstået i første halvdel af 1800-tallet i kølvandet på bl.a. den franske revolution og samtidig med, at nationalismen som ideologi også opstod. Afkoloniseringen i det meste af verden udenfor Europa efter 2. verdenskrig førte til en ny bølge af nationsdannelse. Allerede i oldtiden opfattede bl.a. jøderne og grækerne sig dog som afgrænsede folk i forhold til naboerne som følge af henholdsvis deres religion og deres sprog. Grundlaget for mange af de moderne europæiske nationer blev skabt i Højmiddelalderen med etableringen af territoriale monarkier i lande som England, Frankrig, Nordspanien, Tjekkiet, Ungarn og de skandinaviske lande.
Der kan nævnes en række årsager til, at nationalismen som ideologi og dermed nationen som en vigtig identitetsskabende faktor slog igennem i 1800-tallet. Én årsag var religionens mindskede rolle på dette tidspunkt, idet religionen tidligere havde spillet en vigtig rolle som identitetsmarkør; dens svindende betydning efterlod dermed et tomrum, som andre kandidater kunne udfylde. En anden årsag var opgøret med enevældens ideologi og dermed forestillingen om, at politisk legitimitet kan begrundes med Guds vilje eller kongelige dynastiers arverettigheder. En tredje årsag er udviklingen af en række institutioner, som var effektive til at udbrede en national massekultur, f.eks. et offentligt skolevæsen, rigssprog og værnepligt. En fjerde årsag var fremkomsten af en række symboler, hvorigennem det forestillede nationale fællesskab kunne udtrykkes (f.eks. aviser, landkort, museer og nationaldage).

## Definition
Indenfor samfundsvidenskaberne er begrebet "nation" problematisk og omstridt, og der findes flere forskellige forsøg på at definere det præcist. Man skelner mellem definitioner, der lægger vægt på "objektive" faktorer som sprog, religion, territorium og institutioner, og "subjektive" faktorer, der betoner holdninger, opfattelser og følelser. Et eksempel på en "objektiv" definition er "et folk, som bebor et bestemt område, har et fælles sprog, en fælles historie og kultur og desuden har en vilje til at bevare eller skabe en separat stat, som bygger på denne nation". Et problem med "objektive" definitioner er, at de stort set altid vil udelukke nogle bredt anerkendte nationer. Et fælles sprog er således ofte blevet fremhævet som et afgørende kendetegn for en nation, men schweizerne betragtes normalt som en nation, selvom de ikke deler fælles sprog.Irerne har knap nok bevaret et selvstændigt sprog, men har en klar national identitet. De subjektive definitioner medtager omvendt normalt for mange tilfælde. Når indholdet i definitionen handler om identitet og selvopfattelse, bliver det nemlig svært at adskille nationer fra andre former for kollektive identiteter som regioner, stammer, bystater og imperier. Den mest almindelige løsning er derfor at vælge kriterier, som indeholder elementer af begge dele.
Et eksempel på en subjektiv definition er den følgende: "En nation er en gruppe mennesker, der opfatter sig selv som forbundet af et sæt karakteristika, der - efter deres egen opfattelse - adskiller dem fra andre, og som søger at opnå eller opretholde deres egen stat", der stammer fra den danske lærebog til universitetsbrug "Kernebegreber i statskundskab".
Et andet eksempel er det ofte citerede Grundtvig-citat fra digtet Folkeligheden (kendt som højskolesangen "Folkeligt skal alt nu være"): Til et Folk de alle hører, Som sig regne selv dertil.
Et tredje eksempel er den britiske historiker og samfundsforsker Benedict Andersons omtale af nationen som "et forestillet politisk fællesskab". I ordet "forestillet" ligger, at der ikke er tale om objektive kriterier, i ordet "fællesskab" ligger, at nationen forsyner den enkelte med en identitet - en plads i verden som del af en større enhed, og ordet "politisk" adskiller den nationale fra andre identiteter. Den enkelte borger har typisk en række identiteter samtidig med den nationale, der også gør krav på loyalitet og er med til at give retning i tilværelsen, som eksempelvis indbygger i en særlig region, tilhænger af en bestemt religion eller en fodboldklub, men den nationale identitet er modsat de øvrige som regel bevidst politisk. Selvom man kan tale om en særlig fynsk identitet, kan man således ikke meningsfuldt udskille en fynsk nation. I det hypotetiske tilfælde, at der opstod en fynsk uafhængighedsbevægelse, der krævede selvbestemmelse, eget flag, skolevæsen og forsvar, kunne man derimod tale om en fynsk national identitet.
En delvis overlappende skelnen mht. definitionen af ordet nation er statsborger- overfor kultur-definitionen - også kaldet henholdsvis den "franske" og den "tyske" nationsopfattelse. Opdelingen stammer fra den tyske historiker Friedrich Meinecke, som var en af de første, der forsøgte sig med en akademisk begrebsafklaring af fænomenet "nation". I sin tysklandshistorie "Weltbürgertum und Nationalstaat. Studien zur Genesis des deutschen Nationalstaats" fra 1907 skelnede Meinecke mellem to nationstyper: "Kulturnationen" og "statsnationen". Kulturnationen var kendetegnet ved nogle almene kulturelle fællestræk, og statsnationen ved nogle fælles politiske grundværdier. Senere nationalismeforskning har i nogen udstrækning bygget på Meineckes opdeling, som til tider kaldes "den tyske" og "den franske" nationstype, eller "den mellemeuropæiske" og "den vesteuropæiske" type.
Den "borgerlige nation" eller "franske nationstype" kan spores tilbage til den franske revolution og ideerne fra det 18. århundredes franske filosoffer. Den "borgerlige nation" blev forstået som værende centreret om viljen til at "leve sammen", hvor fælles værdier omkring "frihed, lighed og broderskab" og liberale politiske grundholdninger skaber en nation, som er en bekræftelse af identiteten. Denne opfattelse deltes af blandt andet den franske videnskabsmand Ernest Renan. Statsborgernationalismen blev udover Frankrig den dominerende i USA og Sydamerika. Som en konsekvens af denne opfattelse gav man i Frankrig indtil 1990'erne automatisk statsborgerskab til alle, der blev født på fransk territorium (det såkaldte jus soli-princip).
Den tyske tradition blev i det 19. århundrede formuleret af filosoffer som Johann Gottfried von Herder og Johann Gottlieb Fichte. Den omfatter personer, der har fælles sprog, religion, kultur, historie og etnisk oprindelse, der adskiller dem fra folk fra andre nationer. Det tyske nationsbegreb lægger dermed vægt på afstamning (det såkaldte jus sanguinem-princip).

## Beslægtede begreber
Nation bruges undertiden som synonymt med stat (eller land), men de to begreber udtrykker noget forskelligt. En stat er ifølge sociologen Max Weber en politiske enhed, der regerer over et territorium. Nationer kan ønske at danne en stat, men der er også eksempler på stater, der rummer flere nationer (som Spanien) og nationer, der ikke har deres egen stat (som palæstinenserne). En nationalstat er en politisk enhed, hvor stats- og nationsgrænserne er sammenfaldende. I praksis omtaler man dog også stater med en dominerende nationalitet, men med store nationale mindretal, som nationalstater.
Til gengæld er ordet nation synonymt med folk i en af dettes betydninger, idet folk bl.a. bruges i en national betydning, hvor folket er lig nationen set som en sproglig, historisk og kulturel enhed.
Også ordet etnicitet har paralleller til nationalitet. Begrebet etnicitet har siden 1960'erne vundet indpas i samfundsvidenskaberne som betegnelse for politisk og kulturelt definerede gruppetilhørsforhold inden for etniske grupper. Etnicitet har ikke nogen objektiv definition, men bruges om et følelsesmæssigt tilhørsforhold til en kulturelt eller sprogligt defineret identitet.

## Udpluk fra nations- og nationalismeforskningen
I sin artikel "The Mosaic Moment: An Early Modernist Critique of the Modernist Theory of Nationalism" hævder Philip S. Gorski at den første moderne nation var de Forenede Nederlande, skabt af en fuldt moderne politisk nationalisme med rødder i den model af bibelske nationalisme. I en artikel fra 2013 "Biblical nationalism and the sixteenth-century states" udvider Diana Muir Appelbaum Gorskis argumentation til at gælde for en række nye, protestantiske, sekstende århundredes nationalstater. En lignende, om end bredere argumentation blev fremført af Anthony D. Smith i hans bøger "Chosen Peoples: Sacred Sources of National Identity and Myths and Memories of the Nation".
I sin bog Nationalism: Five Roads to Modernity argumenterede Liah Greenfeld, at nationalisme var opfundet i England af 1600. Ifølge Greenfeld var England "den første nation i verden".
Moderne analyser koncentrerer sig i stor udstrækning om socialhistoriske studier af skabelsen af national identitetsfølelse, og forsøger at identificere de individuelle og kollektive mekanismer, enten bevidste eller ubevidste, tilsigtede eller utilsigtede, der udvikler denne identitetsfølelse. Ifølge nogle undersøgelser ser det ud til, at staten ofte spiller en væsentlig rolle, og udviklingen af økonomiske forhold i samfundet har stor betydning.

## Nationsbegrebet folkeretsligt
I januar 1942 underskrev seksogtyve stater Erklæringen om De forenede nationer, der byggede på principperne om national selvbestemmelsesret. Ratifikationen af De Forenede Nationers Pagt den 26. juni 1945 i slutningen af Anden Verdenskrig placerede retten til selvbestemmelse inden for rammerne af folkeretten.
- Kapitel 1, artikel 1, del 2, slår fast at formålet med FN-pagten er: "At udvikle venskabelige forbindelser mellem nationerne baseret på respekt for princippet om lige rettigheder og selvbestemmelse for folkeslagene, og til at træffe andre passende foranstaltninger til styrkelse af den universelle fred."[24]
- Artikel 1 i både FN's konvention om borgerlige og politiske rettigheder (ICCPR)[25] og Den internationale konvention om økonomiske, sociale og kulturelle rettigheder (ICESCR)[26] hedder det: "Alle folk har ret til selvbestemmelse. Af denne ret følger at de frit kan bestemme deres politiske stilling og frit vælge deres økonomiske, sociale og kulturelle udvikling."
- FN's Verdenserklæring om Menneskerettighederne artikel 15 fastslår, at enhver har ret til et nationalt tilhørsforhold, og at ingen bør vilkårligt berøves deres nationalitet eller nægtes ret til at skifte nationalitet.